# Río Limpio (Pedro Santana)
Río Limpio es un distrito municipal que depende del municipio de Pedro Santana, en la provincia de Elías Piña, República Dominicana.

## Población
Según el Censo de Población y Vivienda de 2002, el municipio tiene una población total de 3.800 personas, de los cuales 2.036 eran hombres y 1.764 mujeres. La población urbana del municipio era de 36,58%.

## Datos
Mediante la Ley n.º 36 del 15 de noviembre de 1992, la sección Villa Río Limpio fue erigida en Distrito Municipal con el nombre Villa de Río Limpio, con su cabecera en el pueblo de Río Limpio e integrada por las secciones La Sierrecita y Billiguín.

## Economía
La principal actividad económica de la comunidad es la producción agrícola, especialmente agricultura orgánica.  
- Datos: Q9071881